# Kirchheim unter Teck
Kirchheim unter Teck es una ciudad del estado federado de Baden-Wurtemberg, Alemania, en el Distrito de Esslingen. Se encuentra a orillas del pequeño río Lauter, afluente del Neckar, así como en las proximidades del castillo de Teck, a unos 25 km al sureste de Stuttgart. 

## Transporte
Kirchheim cuenta con el Teckbahn, un ferrocarril que conecta Wendlingen am Neckar con Lenningen. Dentro de la ciudad, las líneas de autobuses públicos (ÖPNV) ofrecen numerosos servicios. Todas las líneas conectan con paradas del Verkehrs- und Tarifverbund Stuttgart (VVS), el sistema de transporte público de Stuttgart.
La autopista 8 pasa por la parte sur de la ciudad y dispone de dos salidas para el este y el oeste de Kirchheim. La carretera nacional 297 (Lorch - Tubinga) también atraviesa la ciudad, que representa el final de la carretera nacional 465 que lleva hacia el sur por el valle de Lenninger en su camino hacia Leutkirch im Allgäu.

## Puntos de lanzamiento de cohetes
Existen tres puntos de lanzamiento para los interceptores de cohetes Bachem Ba 349 Natter de la Luftwaffe, que se encuentran en el bosque de Hasenholz (cerca de Kirchheim/Teck). Representan los únicos restos de lo que una vez fue una plataforma de lanzamientos de cohetes muy activa construida en 1945. Estos tres puntos están dispuestos en forma de triángulo equilátero, cuyos lados señalan al este y al sur. La distancia entre ellos es de unos 50 metros. 
Los puntos circulares específicos en los que permanecían los Bachem Ba 349 y sus torres de lanzamiento todavía existen. En el centro de cada una de las tres redondas concretas, existe un agujero cuadrado de unos 50 centímetros de profundidad, que servía como cimiento para la torre de lanzamiento. Junto a cada agujero hay una tubería, cortada a ras de suelo, que problamemente sería una conducción de cables. 
Este lugar de Kirchheim (Teck) es uno de los pocos puntos de lanzamiento de este tipo de cohetes que todavía se encuentran en terreno de acceso público.